# Agrostis dshungarica
Agrostis dshungarica là một loài thực vật có hoa trong họ Hòa thảo. Loài này được (Tzvelev) Tzvelev mô tả khoa học đầu tiên năm 2001.